# Domenico di Niccolò

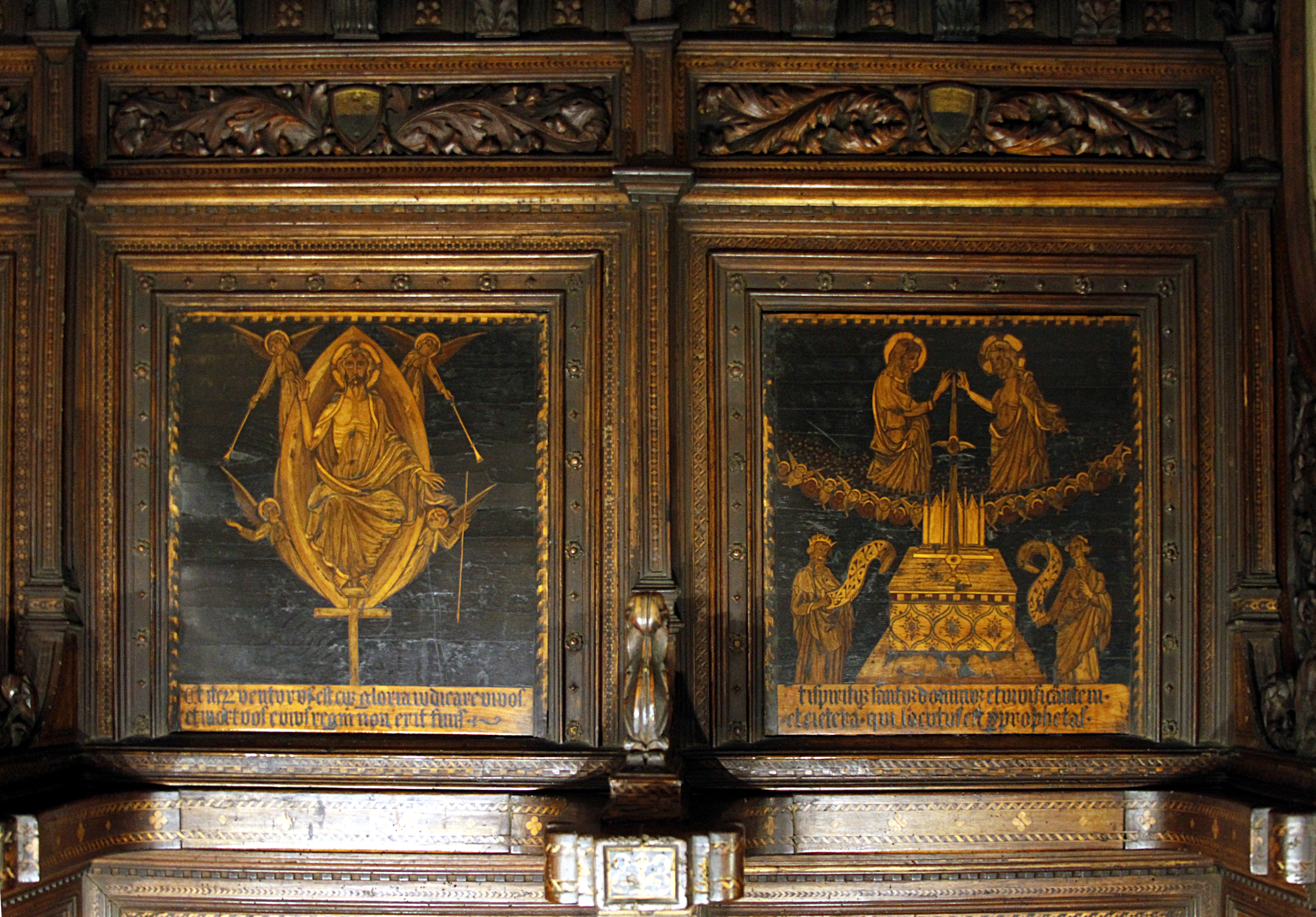
stalli del coro della cappella del Palazzo Pubblico di Siena

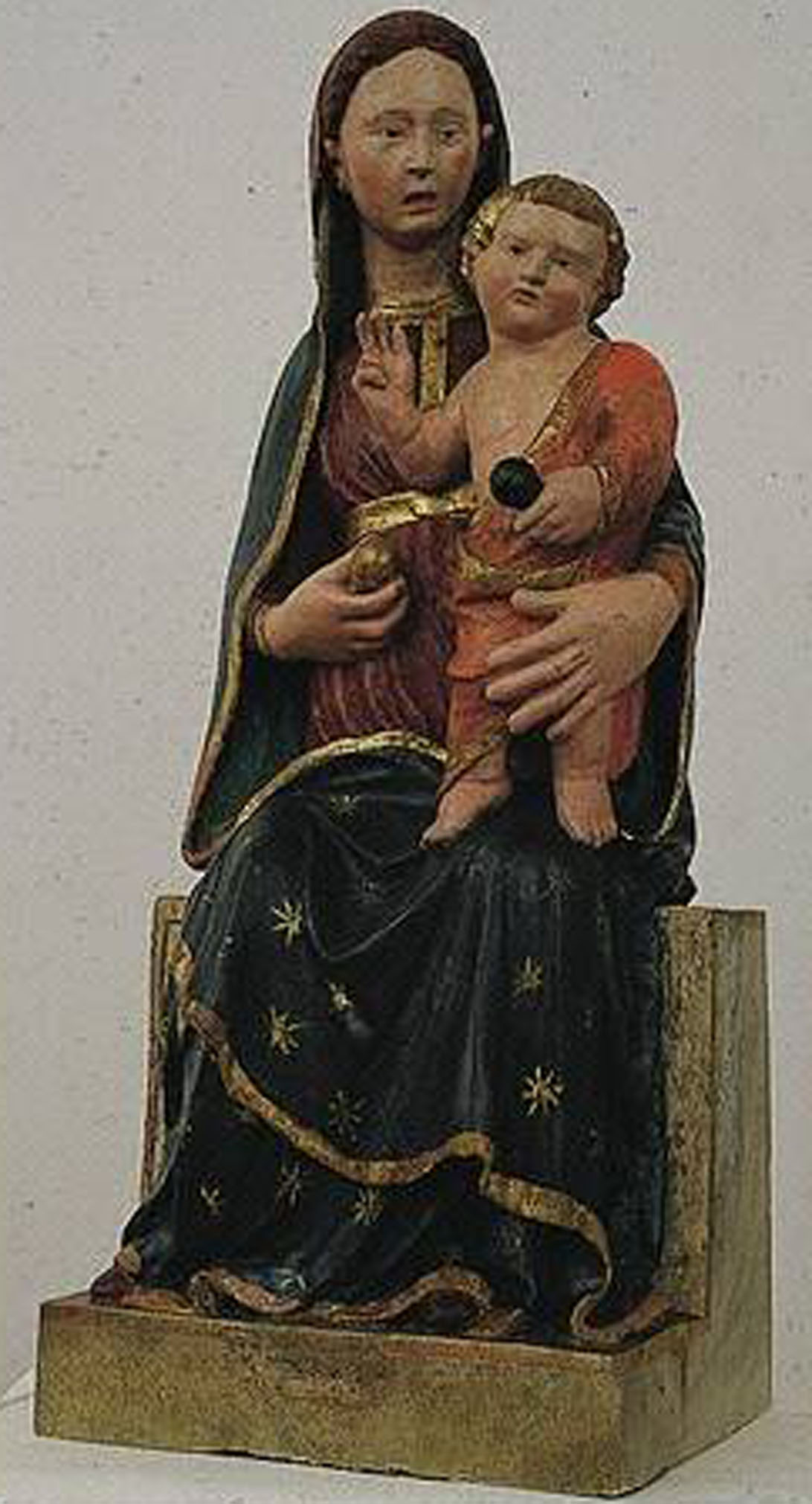
Madonna col Bambino in trono, Chiesa di Santa Maria Maddalena a Torrenieri, Siena

Domenico di Niccolò, detto "dei cori" (Siena, 1362 – 1453 ante), è stato uno scultore italiano, appartenente alla scuola senese.

## Biografia
Nacque a Siena dove si formò. Il soprannome è dovuto a una delle sue opere più conosciute, gli stalli del coro della cappella del Palazzo Pubblico di Siena.
Realizzò le statue lignee della Madonna e di San Giovanni Evangelista per la chiesa di San Pietro a Ovile a Siena, conservate nel Museo dell'Opera della Metropolitana, la Madonna col Bambino in trono per la chiesa di Santa Maria Maddalena a Torrenieri, nei pressi di Siena, e l'Annunciazione conservata oggi nel museo diocesano di Montalcino.